# Ještědský potok
Der Ještědský potok (deutsch Jeschkenbach) ist ein rechter Zufluss der Ploučnice in Tschechien. 

## Verlauf
Der Ještědský potok entspringt am Nordwesthang des Ještěd (Jeschken, 1012 m) im Jeschkengebirge. Seine Quellen liegen südlich des Výpřež  (Auerhahnsattel, 769 m) beiderseits der Kamenná vrata (Thorstein) im Naturschutzgebiet Terasy Jeśtédu (Jeschkenterrassen); am oberen Ende von Křižany vereinigen sich beide Quellbäche. Der Ještědský potok fließt am Oberlauf nach Westen die zur Ralská pahorkatina (Rollberg-Hügelland) gehörende Podještědská pahorkatina, in seinem Tal erstrecken sich die langgestreckten Waldhufendörfer Křižany und Žibřidice. Nördlich des Tals erheben sich der Malý Ještěd (Moiselkoppe, 754 m), der Lom (Scheuflerkoppe, 682 m), die Krkavčí skály (Rabsteine, 472 m), der Táhlý vrch (Lodeberg, 462 m), die Buková (Buchberg, 468 m) und der Stříbrný vrch (432 m), im Süden der Stříbrník (Silberstein, 507 m). Unterhalb der Ortslage Studánka wendet sich der Ještědský potok nach Süden und fließt östlich von Dubnice durch ein unbesiedeltes Tal.
Bei Stráž pod Ralskem fließt der Bach nördlich am Horecký rybník vorbei und mündet dort nach 18,4 Kilometern am Fuße des Zámecký vrch (Schloßberg, 356 m) in die Ploučnice.
Der Oberlauf des Baches in Křižany und Žibřidice wurde leicht reguliert, der unbesiedelte Unterlauf durch sein breites flaches Tal ist naturbelassen. Der Ještědský potok ist ein Forellengewässer der Güteklasse I–II.

## Zuflüsse
- Druzcovský potok (l), zwischen Křižany und Žibřidice
- Zdislavský potok (r), in Žibřidice